# Brca
Brca este un sat din comuna Bar, Muntenegru. Conform datelor de la recensământul din 2003, localitatea are 214 locuitori (la recensământul din 1991 erau 141 de locuitori).

## Demografie
În satul Brca locuiesc 168 de persoane adulte, iar vârsta medie a populației este de 40,6 de ani (39,1 la bărbați și 41,9 la femei). În localitate sunt 81 de gospodării, iar numărul mediu de membri în gospodărie este de 2,64.
Populația localității este foarte eterogenă.
|  |

| Demografie | Demografie | Demografie |
| An         | Locuitori  | Locuitori  |
| ---------- | ---------- | ---------- |
|            |            |            |
|            |            |            |
|            |            |            |
|            |            |            |
| 1948       | 116        |            |
| 1953       | 112        |            |
| 1961       | 128        |            |
| 1971       | 157        |            |
| 1981       | 205        |            |
| 1991       | 141        | 141        |
| 2003       | 216        | 214        |

| \| Componența etnică conform recensământului din 2003[2] \| Componența etnică conform recensământului din 2003[2] \| Componența etnică conform recensământului din 2003[2] \| Componența etnică conform recensământului din 2003[2] \| Componența etnică conform recensământului din 2003[2] \| \| ----------------------------------------------------- \| ----------------------------------------------------- \| ----------------------------------------------------- \| ----------------------------------------------------- \| ----------------------------------------------------- \| \| \| \| \| \| \| \| Sârbi \| Sârbi \| \| 106 \| 49,53% \| \| Muntenegreni \| Muntenegreni \| \| 95 \| 44,39% \| \| Macedoneni \| Macedoneni \| \| 2 \| 0,93% \| \| Croați \| Croați \| \| 1 \| 0,46% \| \| Maghiari \| Maghiari \| \| 1 \| 0,46% \| \| necunoscută \| necunoscută \| \| 0 \| 0% \| |              |  |     |        |
| Componența etnică conform recensământului din 2003 |              |  |     |        |
| |              |  |     |        |
| Sârbi | Sârbi        |  | 106 | 49,53% |
| Muntenegreni | Muntenegreni |  | 95  | 44,39% |
| Macedoneni | Macedoneni   |  | 2   | 0,93%  |
| Croați | Croați       |  | 1   | 0,46%  |
| Maghiari | Maghiari     |  | 1   | 0,46%  |
| necunoscută | necunoscută  |  | 0   | 0%     |